# 1855 w literaturze
Wydarzenia literackie w 1855 roku.

## Nowe książki
- polskie
  - Teodor Tripplin – Nowa podróż naokoło ziemi odbyta na fregacie Ermancyja przez dra Antoniego Zdanowicza
- zagraniczne
  - Gustav Freytag – Soll und Haben
  - George Sand – Dzieje mojego życia
  - Robert Browning – Men and Women

## Nowe dramaty
- zagraniczne
  - Iwan Turgieniew – Miesiąc na wsi

## Nowe poezje
- zagraniczne
  - Robert Browning – Mężczyźni i kobiety (Men and Women)
  - Walt Whitman – Źdźbła trawy (Leaves of Grass)

## Urodzili się
- 23 kwietnia – Ernst von Wolzogen, niemiecki pisarz, dramaturg, kompozytor (zm. 1934)
- 1 maja – Marie Corelli, brytyjska pisarka (zm. 1924)
- 21 maja – Émile Verhaeren, belgijski poeta (zm. 1916)
- 12 września – William Sharp, szkocki pisarz, poeta, biograf (zm. 1905)
- 11 listopada – Stevan Sremac, serbski pisarz (zm. 1906)
- 28 grudnia – Juan Zorrilla de San Martín, urugwajski poeta (zm. 1931)
- 31 grudnia – Giovanni Pascoli, włoski poeta (zm. 1912)
- Georges Dessommes, amerykański pisarz francuskojęzyczny (zm. 1929)

## Zmarli
- 5 stycznia – Jan Nepomucen Kamiński, polski dramatopisarz i poeta (ur. 1777)
- 31 marca – Charlotte Brontë, angielska pisarka i poetka (ur. 1816)
- 3 lipca – Józef Bohdan Dziekoński, polski prozaik (ur. 1816)
- 19 lipca – Tomasz Zan, polski poeta (ur. 1796)
- 26 listopada – Adam Mickiewicz, polski poeta, publicysta i działacz polityczny. (ur. 1798)